# Saltwood
Saltwood – wieś w Anglii, w hrabstwie Kent, w dystrykcie Folkestone and Hythe. Leży 44 km na południowy wschód od miasta Maidstone i 97 km na południowy wschód od centrum Londynu.